# Magical Maestro
«Маэстро Фокусник» (англ. Magical Maestro) — короткометражный мультипликационный комедийный фильм, выпущенный в 1952 году компанией Metro-Goldwyn-Mayer. Режиссёр Текс Эвери, продюсер Фред Куимби, сценарист Рич Хоган, мультипликаторы: Грант Симмонс, Майкл Ла, Уолтер Клинтон, композитор Скотт Брэдли.
В 1993 году фильм был выбран для хранения в Национальном реестре фильмов США в Библиотеке Конгресса как обладающий «культурной, исторической или эстетической ценностью».

## Сюжет
В гримёрку к оперному певцу по имени Великий Пучини, (англ. the Great Poochini, обыгрывается имя итальянского композитора Джакомо Пуччини) перед представлением врывается бродячий фокусник Мисто (англ. Mysto the Magician) с предложением номера для шоу Пучини. Певец отвечает однозначным отказом (выпнув Мисто за дверь). Желая отомстить, Мисто пробирается в зал и занимает место дирижёра, предварительно выведя того из игры с помощью своей волшебной палочки.
Используя волшебную палочку в качестве дирижёрской, Мисто на протяжении всего выступления (во время которого Великий Пучини исполняет каватину Фигаро из оперы Дж. Россини Севильский цирюльник) проделывает над ним фокусы, ставя Пучини в комичное положение (начиная с простых трюков вроде появляющихся ниоткуда кроликов и цветов и заканчивая полной сменой костюма и музыкальной темы). Постепенно Мисто входит во вкус, фокусы становятся всё изощрённее и комичнее.
Под конец выступления с Мисто сваливается парик дирижёра, Пучини его узнаёт, отбирает волшебную палочку и переносит на сцену, где в ускоренном темпе проделывает с ним всё то, что Мисто делал с ним на протяжении фильма.

## Гэг с волоском
Поскольку фильмы Текса Эвери в первую очередь предназначались для показа в кинотеатрах, режиссёр часто использовал в своём творчестве гэги, связанные исключительно с кинопоказами. Одним из наиболее часто используемых сюжетов для таких шуток было общение или взаимодействие персонажей мультфильма с кем-нибудь из зрителей, выступающих в виде чёрных силуэтов на экране.
На четвёртой минуте фильма в нижней части экрана появляется волосок, якобы попавший в кинопроектор. Волосок дёргается и перемещается по экрану характерным образом, создавая иллюзию того, что это реальный волос и его появление в кадре неумышленно — действие мультфильма при этом не прекращается, и персонажи никаким образом не реагируют на «брак». После тридцати секунд с дёргающимся на экране волоском Великий Пучини внезапно прекращает пение (музыка также останавливается), наклоняется, выдёргивает фальшивый волос и кидает его за кадр.

## Версия Cartoon Network
Фильм транслировался сетью Cartoon Network в своём первоначальном виде до конца 1990-х годов, когда некоторые сцены были сочтены оскорбительными и вырезаны из ленты:
- Сцена, в которой Мисто бьёт Великого Пучини по голове тарелкой, на Пучини появляется халат, претендующий на изображение национальной китайской одежды, разрез глаз меняется на азиатский и Пучини начинает напевать что-то неразборчивое на псевдо-восточном языке. Аналогичное перевоплощение Мисто в финале ленты также было вырезано.
- Сцена, в которой недовольный зритель, сидящий в ложе, выпускает в лицо Пучини струю чернил из ручки, и оперный певец приобретает псевдо-афроамериканскую внешность (чёрный цвет лица, розовые гипертрофированные губы).

## Культурное влияние
32 года спустя после выхода фильма «Magical Maestro» гэг с волоском «позаимствовал» для своего шоу британский комик Бенни Хилл. В сцене, которой заканчивалось шоу от 25 апреля 1984 года, за главным героем традиционно гонится группа персонажей, когда неожиданным и непостижимым для телевизионной передачи образом в кадр попадает «застрявший» в проекторе чёрный волосок. Спустя несколько планов Бенни Хилл останавливает погоню, выдёргивает волосок, оказавшийся реальным предметом, и гонка продолжается.